# Rosema meridana
Rosema meridana är en fjärilsart som beskrevs av Max Wilhelm Karl Draudt 1934. Rosema meridana ingår i släktet Rosema och familjen tandspinnare. Inga underarter finns listade.